# Vernon Subutex
Vernon Subutex est une trilogie de romans publiés par Virginie Despentes de 2015 à 2017, et le nom du personnage principal éponyme. La trilogie rencontre un grand succès d'édition.

## Synopsis
Vernon Subutex est un ancien disquaire qui doit fermer boutique. Il s'adresse à plusieurs de ses amis, avec qui il a connu la grande époque du rock, pour l'héberger quelques jours.

## Liste des romans
- Vernon Subutex, 1, Grasset, janvier 2015
- Vernon Subutex, 2, Grasset, juin 2015
- Vernon Subutex, 3, Grasset, mai 2017

## Personnages
Personnages principaux :
- Vernon Subutex : ancien disquaire propriétaire de la boutique Revolver .
- Alex Bleach : célèbre chanteur, ami de Vernon Subutex ayant fait partie du même groupe à une époque. Décédé avant même le début du premier livre.

Personnages hébergeant successivement Vernon :
- Émilie, a fait partie avec Vernon du groupe Chevaucher le dragon (avec aussi Jean-No et Sébastien).
- Xavier Fardin, scénariste, époux de Marie-Ange. Ancien client de la boutique de Vernon.
- Sylvie, ancienne maîtresse d'Alex Bleach.
- Lydia Bazooka, journaliste écrivant une biographie d'Alex Bleach.
- Gaëlle, ancienne cliente de Vernon. Elle le loge en fait chez Kiko, trader cocaïnomane.
- Patrice, homme violent, a fait partie des Nazi whores avec Vernon.

Autres personnages :
- Laurent Dopalet, producteur de cinéma. A connu Alex Bleach.
- La Hyène, sorte de détective sur internet / briseuse de réputation. Travaille parfois pour Laurent Dopalet. Amie de Gaëlle.
- Vodka Satana (décédée), ancienne actrice de X, ancienne maîtresse d'Alex Bleach. Faïza de son vrai nom.
- Aïcha, fille de Vodka Satana.
- Sélim, père de Aïcha.
- Pamela Kant, ancienne actrice de X, amie de Vodka Satana.
- Marcia, trans brésilienne logeant chez Kiko.
- Sophie, mère de Xavier.
- Olga, SDF.
- Julien, Noël, Loïc, jeunes fachos.

## Adaptations

### Télévision
- 2019 : Vernon Subutex, série télévisée produite par Canal +, avec Romain Duris dans le rôle-titre est réalisée et diffusée en 2019[1].

### Bande dessinée
- 2020 : Vernon Subutex t.1, adaptation dessinée par  Luz, Albin Michel[2].
- 2022 : Vernon Subutex t.2, adaptation dessinée par Luz, Albin Michel[3].